# Silvaš
Silvaš(mađ. Szilvás) je selo u južnoj Mađarskoj.
Zauzima površinu od 6,04 km četvornih.

## Zemljopisni položaj
Nalazi se na 45° 57' 44" sjeverne zemljopisne širine i 18° 12' istočne zemljopisne dužine. Suka je 200 m zapadno, Boštin (Bošta) je 600 m jugoistočno, Reginja je 1,5 km zapadno, Salanta je 2 km istočno, Nijemet je 2,5 km istočno, Garija je 3 km južno, Kukinj je 2,5 km sjeverno, Pogan je 4 km sjeveroistočno, Garčin je 4 km zapadno, Đoda je 3 km sjeverozapadno, Ovčar je 3,5 jugozapadno.

## Upravna organizacija
Upravno pripada Pečuškoj mikroregiji u Baranjskoj županiji. Poštanski broj je 7811. 

## Stanovništvo
Silvaš ima 194 stanovnika (2001.).

## Vanjske poveznice
- Silvaš na fallingrain.com